# Akira Ifukube
Akira Ifukube (jap. 伊福部 昭 Ifukube Akira; ur. 31 maja 1914 w Kushiro, na Hokkaido, zm. 8 lutego 2006 w Tokio) – japoński kompozytor muzyki filmowej. Najbardziej znany kompozytor wytwórni filmowej Tōhō.
Największą sławę przyniosło mu komponowanie muzyki do serii filmów z Godzillą – jest uważany za jednego z ojców tej serii. To właśnie Ifukube jest autorem głównego motywu przewodniego Godzilli (Godzilla Theme), słynnego ryku potwora oraz wielu innych utworów, które przewijały się przez całą serię (m.in. Monster Zero March).
Został odznaczony m.in. japońskim Orderem Kultury.

## Filmografia
- Snow Trail (1947)
- Godzilla (1954)
- Rodan – ptak śmierci (1956)
- Yagyu Secret Scrolls (1957)
- Tajemniczy przybysze (1957)
- Varan the Unbelievable (1958)
- Yagyu Secret Scrolls, Part II (1958)
- The Three Treasures (1959)
- Battle in Outer Space (1959)
- Samurai Saga (1959)
- The Big Boss (1959)
- Daredevil in the Castle (1961)
- King Kong kontra Godzilla (1962)
- Chushingura (1962)
- Two Sons (1962)
- Atragon (1963)
- Godzilla kontra Mothra (1964)
- Dogora (1964)
- Ghidorah – Trójgłowy potwór (1964)
- Whirlwind (1964)
- Frankenstein Conquers the World (1965)
- Inwazja potworów (1965)
- Daimajin (1966)
- The Adventure of Taklamkan (1966)
- Zatoichi’s Vengeance (1966)
- Pojedynek potworów (1966)
- Return of Daimajin (1966)
- Wrath of Daimajin (1966)
- Ucieczka King Konga (1967)
- Zatoichi Challenged (1967)
- Destroy All Monsters (1968)
- Szerokość geograficzna zero (1969)
- Space Amoeba (1970)
- Will to Conquer (1970)
- Birth of the Japanese Islands (1970)
- Zatoichi Meets Yojimbo (1970)
- Godzilla kontra Gigan (1972, materiały archiwalne)
- Human Revolution (1973)
- Zatoichi’s Conspiracy (1973)
- Sandakan No. 8 (1974)
- Powrót Mechagodzilli (1975)
- Love and Faith (1978)
- Bye-Bye Jupiter (1984)
- Godzilla kontra Król Ghidorah (1991)
- Godzilla kontra Mothra (1992)
- Godzilla kontra Mechagodzilla II (1993)
- Godzilla kontra Destruktor (1995)